# Iglesia de San Antonio Abad (Carboneras)
La Iglesia de San Antonio Abad es un templo católico situado en la aldea de Carboneras.

## Características
El edificio responde a dos etapas constructivas. En tiempos de los Reyes Católicos se levantaron el pórtico, con arcos escarzanos, y los dos primeros tramos de la nave. El presbiterio y el tramo que lo antecede corresponden a una ampliación de finales del siglo XVI. Junto a la cabecera del templo, sobre uno de los contrafuertes exteriores, hay un reloj de sol de mármol
Conserva una pila bautismal con inscripciones en caracteres góticos de hacia el año 1500. El altar mayor está presidido por la imagen de la patrona de la aldea, la Virgen de la Encarnación. Fue tallada por Carlos Bravo Nogales en 1965.